# HD 142022
HD 142022 — двойная звезда, расположенная в созвездии Октант на расстоянии 117 световых лет от Земли. Первая звезда (HD 142022 A) имеет спектральный тип G9V и видимую звёздную величину в 7.69. Её масса на 1 % меньше, чем у Солнца, а радиус равен только 70,5 %.
В 2005 году у первой звезды обнаружена планета.

## Планета
- Большая полуось а. е.: 2,8
- Масса (в массах Юпитера): 4,4
- Орбитальный период дней: 1923 ± 80
- эксцентриситет: 0,57
- Аргумент перицентра (омега) 172 ± 3
- тип: Водный гигант
- год открытия: 2005
- температура поверхности:
- период вращения:
- наличие сателлитов:
- Предположительный радиус
- Эффективная Земная орбита 1,03 а. е.